# Trichilia areolata
Trichilia areolata är en tvåhjärtbladig växtart som beskrevs av T.D. Pennington. Trichilia areolata ingår i släktet Trichilia och familjen Meliaceae. Inga underarter finns listade i Catalogue of Life.